# Agaguk (film)
Pour l’article homonyme, voir Agaguk.
Pour plus de détails, voir Fiche technique et Distribution.
Agaguk (Shadow of the Wolf) est un film canadien et français réalisé par Jacques Dorfmann d'après le roman éponyme d'Yves Thériault, et sorti en 1993.

## Synopsis
Agaguk s'est isolé de son peuple Inuit, car il a été renié par son père, le chaman Kroomak, pour avoir contesté la femme que ce dernier avait choisi. L'arrivée de Brown, un homme blanc venu faire des affaires sur le territoire, a des suites dramatiques pour Agaguk. Poursuivi par la police des Blancs à la suite d'une altercation dramatique avec Brown, Agaguk doit fuir, menaçant par le fait même la stabilité de sa communauté.

## Fiche technique
Sauf indication contraire, les données ci-dessous sont issues d'AlloCiné ou de l'Internet Movie Database (voir liens externes)
- Titre français : Agaguk
- Titre original : Shadow of the Wolf
- Scénario : Jacques Dorfmann, Evan Jones, David Milhaud et Rudy Wurlitzer (d'après la nouvelle Agaguk d'Yves Thériault)
- Décors : Wolf Kroeger
- Costumes : Olga Dimitrov et Joseph A. Porro
- Photographie : Billy Williams
- Montage : Catherine Trouillet
- Musique : Maurice Jarre
- Production :
  - Claude Léger
  - Myriam Raynaud
  - Charles L. Smiley
- Sociétés de production :
  - Eiffel productions
  - Films A2
  - Studiocanal
  - Transfilm
  - Vision international
- Sociétés de distribution :
  - Artistes Auteurs Associés
- Budget : 9 000 000 dollars
- Pays d'origine :
  -  Canada
  -  France
- Format : couleur - 35 mm - 2.35:1 - son Dolby
- Genre : drame
- Durée : 132 minutes
- Date de sortie :
  - Allemagne : 12 novembre 1992
  - États-Unis : 5 mars 1993
  - France : 24 mars 1993

## Distribution
- Lou Diamond Phillips : Agaguk
- Toshirô Mifune : Kroomak
- Jennifer Tilly : Igiyook
- Bernard-Pierre Donnadieu : Brown
- Donald Sutherland : Henderson
- Nicholas Campbell : Scott

## Distinctions
Le film a été nommé à Fantasporto en 1993 dans la catégorie « meilleur film » ; il gagne le prix Génie des meilleurs costumes et celui de la meilleure direction artistique, et il est nommé pour celui de la meilleure photographie.